# Хардпан
Хардпан је назив за слано земљиште које настаје када се пустињско језеро осуши.
Равни терени хардпана и сланишта чине савршене стазе за трке и природна узлетиштима за авионе и свемирске бродове. Брзински рекорди возила постављени су на стази Боневил, смештеној на хардпану Великог сланог језера.